# 早川孝太郎
早川 孝太郎（はやかわ こうたろう、1889年(明治22年)12月20日 - 1956年(昭和31年)12月23日）は、日本の民俗学者・画家。

## 経歴
愛知県南設楽郡長篠村（現・新城市）出身。画家を志して松岡映丘に師事、映丘の兄柳田國男を知り、民俗学者となる。愛知県奥三河の花祭と呼ばれる神楽を調査し、1930年『花祭』を刊行。農山村民俗の実地調査を行った。

## 著書
- 『三州横山話』炉辺(爐邊)叢書6 郷土研究社、1921、名著出版 1976
- 『羽後飛島図誌』炉辺叢書32 郷土研究社、1925
- 『猪・鹿・狸』郷土研究社第二叢書、1926、角川文庫 1955
  - 講談社学術文庫 2009、角川ソフィア文庫 2017
- 『花祭』岡書院 1930、復刻：国書刊行会 1988
  - 岩崎書店 1958、新版・岩崎美術社 1985ほか、講談社学術文庫 1979、改版2009、角川ソフィア文庫 2017
- 『大蔵永常』私家版 1938、山岡書店 1943
- 『農と稗』農村更生協会 1939
- 『稗と民俗』農村更生協会 1939
- 『古代村落の研究 黒嶋』文一路社 1941
- 『農と農村文化』ぐろりあ・そさえて 1941
- 『農と祭』ぐろりあ・そさえて 1942
- 『佐賀県稲作坪刈の研究』農林省農業綜合研究所、1950
- 『早川孝太郎全集』全12巻、未來社、1971-2003、オンデマンド版2007。宮本常一、宮田登編
第1・2巻 (民俗芸能）1971-72
第3巻 (芸能と口承文芸) 1973
第4巻 (山村の民俗と動物) 1974
第5巻 (農民問題と農村文化) 1977
第6巻 (農村更生) 1977
第7巻 (農経営と技術) 1973
第8巻 (案山子のことから) 1982
第9巻 (島の民俗) 1976
第10巻 (食と儀礼伝承) 1988
第11巻 (民俗研究法・採訪録)、2000。以下は須藤功編
第12巻 (雑纂・絵と写真) 2003

### 共著・編
- 『おとら狐の話』柳田國男と分担共著 炉辺叢書2、玄文社、1920
- 『能美郡民謡集』編、炉辺叢書16、郷土研究社、1924、名著出版 1976
- 『羽後飛鳥図誌』編、炉辺叢書33、郷土研究社、1925
- 『アチックミユーゼアム彙報 第1 愛知県北設楽郡下津具村村松家作物覚帳』校註、1936
- 加藤三吾『琉球の研究』校訂 文一路社、1941
- 『戦時国民栄養問題』原徹一共著 霞ケ関書房、1944
- 『宮沢賢治　早川孝太郎』新学社近代浪漫派文庫 2005。『猪・鹿・狸』を収録

## 評伝・参考文献
- 福田アジオ「早川孝太郎:その研究と方法」『日本民俗学のエッセンス:日本民俗学の成立と展開』（増補版）ぺりかん社〈ぺりかん・エッセンス・シリーズ〉、1994年、193-209頁。
- 須藤功 『早川孝太郎　民間に存在するすべての精神的所産』 ミネルヴァ書房〈日本評伝選〉、2016年

## 参考リンク
- コトバンク